# 乾泰楼
乾泰楼，位于中国广东省梅州市大埔县光德镇上漳村，为梅州市大埔县的一个县级文物保护单位，类型为古建筑，公布时间为2005年。
乾泰楼的历史年代为清乾隆十五年（1750）。